# 강지성
강지성(姜至省, 1981년 12월 18일 ~ )은 대한민국의 바둑 기사이다.

## 약력
1996년에 입단했다. 1997년 2단으로 승단했고 1998년 제17기 바둑왕전 본선에 진출했다. 1999년 3단으로 승단하고 제4회 삼성화재배 8강과 제11기 기성전 본선에 올랐고 제3회 신예프로10걸전에서 4위를 차지했다. 2001년 제5기 신예프로10걸전에서 우승했고 2002년 제6기 SK가스배 신예프로10걸전에서 9위를 차지했다. 2004년 6단으로 승단했고 2005년 제10기 박카스배 천원전 4강과 제10기 GS칼텍스배 프로기전 본선에 올랐으며 같은해 9월 7단으로 승단했다. 2009년 8단을 거쳐 2012년 5월에 9단으로 승단하였다.